# Tour de France 2012
Il Tour de France 2012, novantanovesima edizione della Grande Boucle, si svolse tra il 30 giugno e il 22 luglio 2012 lungo un percorso di 3 496,9 km. 
Il vincitore di questa edizione fu il passista-cronoman inglese Bradley Wiggins (al primo ed unico podio della carriera sui Campi Elisi, dopo un quarto posto conseguito nell'edizione del 2009).

## Resoconto
Il britannico, al contempo, è anche stato autore di una leggendaria e plurivittoriosa carriera come pistard. Leader del team Sky Procycling, Wiggins, per riuscire a vincere il Tour dopo i falliti tentativi degli anni precedenti, decise di concentrarsi esclusivamente sul ciclismo su strada fino all'avvento di questa edizione della Grande Boucle, alla quale peraltro giunse notevolmente dimagrito rispetto alle precedenti edizioni. Dopo questo agognato trionfo, Wiggins decise di non partecipare più alle successive edizioni della corsa a tappe francese. Nell'immediato optò subito di ritornare alla sua originaria attività di pistard, al fine di riuscire a vincere delle medaglie d'oro alle Olimpiadi di Londra 2012 (cosa che gli sarebbe agevolmente riuscita).
Oltre a tutte queste atipicità come caratteristiche di corridore, Wiggins fu il primo ciclista britannico a vincere un Tour de France, e l'importanza di questo risultato per l'intero movimento ciclistico britannico si sarebbe riscontrato negli anni immediatamente successivi, con i trionfi nelle diverse gare ciclistiche alle Olimpiadi di Londra del 2012 (alle quali lo stesso Wiggins prima partecipò come ospite della cerimonia d'inaugurazione e poi come atleta vittorioso nelle gare su pista) e con i trionfi nei successivi Grandi Giri ed in alcune prove in linea di altri corridori britannici.
Al secondo posto della classifica generale si piazzò un suo connazionale e compagno di squadra, un altro inglese del Team Sky, il passista-scalatore e cronoman Chris Froome (anch'egli al primo podio della carriera nella Grande Boucle). In terza posizione della graduatoria generale si classificò lo scalatore-discesista italiano Vincenzo Nibali (anche per il corridore siciliano questo ha rappresentato il primo podio della carriera al Tour). Wiggins vestì la maglia gialla di leader della corsa al termine delle ultime 14 frazioni su un totale di 21 (considerando anche il cronoprologo, questo è il computo totale).
Per le classifiche accessorie: il francese Thomas Voeckler vinse la classifica del miglior scalatore (maglia a pois); il talentuoso slovacco Peter Sagan si aggiudicò la classifica a punti; lo statunitense Tejay van Garderen, quinto della classifica generale, vinse la classifica relativa ai giovani (maglia bianca); il danese Chris Anker Sørensen conquistò il titolo di supercombattivo della manifestazione; la RadioShack-Nissan fu la compagine che si aggiudicò la classifica a squadre.
Tre corridori si aggiudicarono il maggior numero di tappe (tre ciascuno) di tale edizione: lo slovacco Peter Sagan, il tedesco André Greipel e il britannico Mark Cavendish.

## Percorso
Il Tour de France 2012 è stato presentato ufficialmente il 18 ottobre 2011, sebbene il percorso fosse stato pubblicato per errore già il 10 ottobre precedente sul sito della società organizzatrice, l'Amaury Sport Organisation.

## Tappe
| Tappa  | Data      | Percorso                                     | km      | Vincitore di tappa | Leader cl. generale |
| ------ | --------- | -------------------------------------------- | ------- | ------------------ | ------------------- |
| Prol   | 30 giugno | Liegi (BEL) (cron. individuale)              | 6,4     | Fabian Cancellara  | Fabian Cancellara   |
| 1ª     | 1º luglio | Liegi (BEL) > Seraing (BEL)                  | 198     | Peter Sagan        | Fabian Cancellara   |
| 2ª     | 2 luglio  | Visé (BEL) > Tournai (BEL)                   | 207,5   | Mark Cavendish     | Fabian Cancellara   |
| 3ª     | 3 luglio  | Orchies > Boulogne-sur-Mer                   | 197     | Peter Sagan        | Fabian Cancellara   |
| 4ª     | 4 luglio  | Abbeville > Rouen                            | 214,5   | André Greipel      | Fabian Cancellara   |
| 5ª     | 5 luglio  | Rouen > San Quintino                         | 196,5   | André Greipel      | Fabian Cancellara   |
| 6ª     | 6 luglio  | Épernay > Metz                               | 207,5   | Peter Sagan        | Fabian Cancellara   |
| 7ª     | 7 luglio  | Tomblaine > Planche des Belles Filles        | 199     | Chris Froome       | Bradley Wiggins     |
| 8ª     | 8 luglio  | Belfort > Porrentruy (SUI)                   | 157,5   | Thibaut Pinot      | Bradley Wiggins     |
| 9ª     | 9 luglio  | Arc-et-Senans > Besançon (cron. individuale) | 41,5    | Bradley Wiggins    | Bradley Wiggins     |
|        | 10 luglio | giorno di riposo                             |         |                    |                     |
| 10ª    | 11 luglio | Mâcon > Bellegarde-sur-Valserine             | 194,5   | Thomas Voeckler    | Bradley Wiggins     |
| 11ª    | 12 luglio | Albertville > La Toussuire-Les Sybelles      | 148     | Pierre Rolland     | Bradley Wiggins     |
| 12ª    | 13 luglio | Saint-Jean-de-Maurienne > Annonay Davézieux  | 226     | David Millar       | Bradley Wiggins     |
| 13ª    | 14 luglio | Saint-Paul-Trois-Châteaux > Le Cap d'Agde    | 217     | André Greipel      | Bradley Wiggins     |
| 14ª    | 15 luglio | Limoux > Foix                                | 191     | Luis León Sánchez  | Bradley Wiggins     |
| 15ª    | 16 luglio | Samatan > Pau                                | 158,5   | Pierrick Fédrigo   | Bradley Wiggins     |
|        | 17 luglio | giorno di riposo                             |         |                    |                     |
| 16ª    | 18 luglio | Pau > Bagnères-de-Luchon                     | 197     | Thomas Voeckler    | Bradley Wiggins     |
| 17ª    | 19 luglio | Bagnères-de-Luchon > Peyragudes              | 143,5   | Alejandro Valverde | Bradley Wiggins     |
| 18ª    | 20 luglio | Blagnac > Brive-la-Gaillarde                 | 222,5   | Mark Cavendish     | Bradley Wiggins     |
| 19ª    | 21 luglio | Bonneval > Chartres (cron. individuale)      | 53,5    | Bradley Wiggins    | Bradley Wiggins     |
| 20ª    | 22 luglio | Rambouillet > Parigi (Champs-Élysées)        | 120     | Mark Cavendish     | Bradley Wiggins     |
| Totale | Totale    | Totale                                       | 3 496,9 |                    |                     |

## Squadre e corridori partecipanti
Partecipano alla competizione 22 squadre, le 18 formazioni UCI World Tour oltre a 4 team, Argos-Shimano, Cofidis, Saur-Sojasun e Team Europcar, di categoria UCI Professional Continental.
| N.      | Cod. | Squadra                     |
| ------- | ---- | --------------------------- |
| 1-9     | BMC  | BMC Racing Team             |
| 11-19   | RNT  | RadioShack-Nissan           |
| 21-29   | EUC  | Team Europcar               |
| 31-39   | EUS  | Euskaltel-Euskadi           |
| 41-49   | LAM  | Lampre-ISD                  |
| 51-59   | LIQ  | Liquigas-Cannondale         |
| 61-69   | GRM  | Garmin-Sharp                |
| 71-79   | ALM  | AG2R La Mondiale            |
| 81-89   | COF  | Cofidis, le Crédit en Ligne |
| 91-99   | SAU  | Saur-Sojasun                |
| 101-109 | SKY  | Sky Procycling              |

| N.      | Cod. | Squadra                |
| ------- | ---- | ---------------------- |
| 111-119 | LTB  | Lotto-Belisol Team     |
| 121-129 | VCD  | Vacansoleil-DCM        |
| 131-139 | KAT  | Katusha Team           |
| 141-149 | FDJ  | FDJ-BigMat             |
| 151-159 | RAB  | Rabobank Cycling Team  |
| 161-169 | MOV  | Movistar Team          |
| 171-179 | STB  | Saxo Bank              |
| 181-189 | AST  | Astana Pro Team        |
| 191-199 | OPQ  | Omega Pharma-Quickstep |
| 201-209 | OGE  | Orica-GreenEDGE        |
| 211-219 | ARG  | Argos-Shimano          |

## Dettagli delle tappe

### Prologo

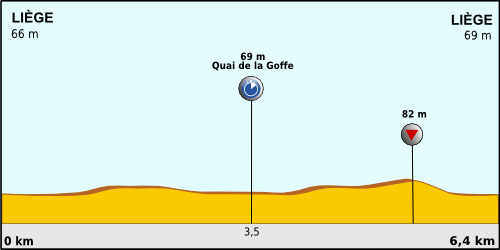
Profilo altimetrico del prologo

- 30 giugno: Liegi (Belgio) > Liegi (Belgio) – Cronometro individuale – 6,4 km

Risultati
| Pos. | Corridore         | Squadra        | Tempo |
| ---- | ----------------- | -------------- | ----- |
| 1    | Fabian Cancellara | RadioShack     | 7'13" |
| 2    | Bradley Wiggins   | Sky Procycling | a 7"  |
| 3    | Sylvain Chavanel  | Omega Pharma   | s.t.  |

| Pos. | Corridore         | Squadra        | Tempo |
| ---- | ----------------- | -------------- | ----- |
| 1    | Fabian Cancellara | RadioShack     | 7'13" |
| 2    | Bradley Wiggins   | Sky Procycling | a 7"  |
| 3    | Sylvain Chavanel  | Omega Pharma   | s.t.  |

### 1ª tappa

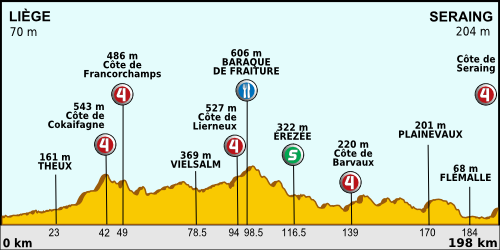
Profilo altimetrico della 1ª tappa

- 1º luglio: Liegi (Belgio) > Seraing (Belgio) – 198 km

Risultati
| Pos. | Corridore         | Squadra        | Tempo    |
| ---- | ----------------- | -------------- | -------- |
| 1    | Peter Sagan       | Liquigas       | 4h58'19" |
| 2    | Fabian Cancellara | RadioShack     | s.t.     |
| 3    | E. Boasson Hagen  | Sky Procycling | s.t.     |

| Pos. | Corridore         | Squadra        | Tempo    |
| ---- | ----------------- | -------------- | -------- |
| 1    | Fabian Cancellara | RadioShack     | 5h05'32" |
| 2    | Bradley Wiggins   | Sky Procycling | a 7"     |
| 3    | Sylvain Chavanel  | Omega Pharma   | s.t.     |

### 2ª tappa

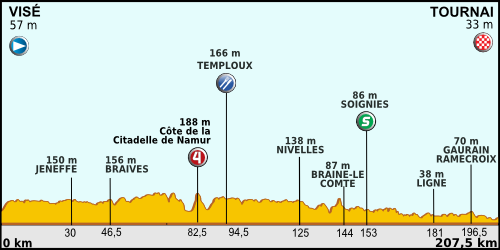
Profilo altimetrico della 2ª tappa

- 2 luglio: Visé (Belgio) > Tournai (Belgio) – 207,5 km

Risultati
| Pos. | Corridore      | Squadra        | Tempo    |
| ---- | -------------- | -------------- | -------- |
| 1    | Mark Cavendish | Sky Procycling | 4h56'59" |
| 2    | André Greipel  | Lotto-Belisol  | s.t.     |
| 3    | Matthew Goss   | GreenEDGE      | s.t.     |

| Pos. | Corridore         | Squadra        | Tempo     |
| ---- | ----------------- | -------------- | --------- |
| 1    | Fabian Cancellara | RadioShack     | 10h02'31" |
| 2    | Bradley Wiggins   | Sky Procycling | a 7"      |
| 3    | Sylvain Chavanel  | Omega Pharma   | s.t.      |

### 3ª tappa

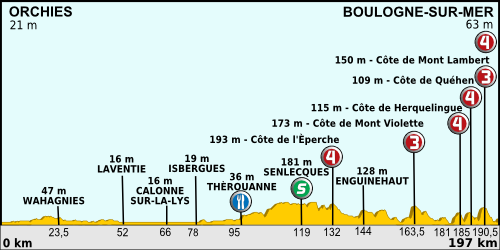
Profilo altimetrico della 3ª tappa

- 3 luglio: Orchies > Boulogne-sur-Mer – 197 km

Risultati
| Pos. | Corridore        | Squadra        | Tempo    |
| ---- | ---------------- | -------------- | -------- |
| 1    | Peter Sagan      | Liquigas       | 4h42'56" |
| 2    | E. Boasson Hagen | Sky Procycling | a 1"     |
| 3    | Peter Velits     | Omega Pharma   | s.t.     |

| Pos. | Corridore         | Squadra        | Tempo     |
| ---- | ----------------- | -------------- | --------- |
| 1    | Fabian Cancellara | RadioShack     | 14h45'30" |
| 2    | Bradley Wiggins   | Sky Procycling | a 7"      |
| 3    | Sylvain Chavanel  | Omega Pharma   | s.t.      |

### 4ª tappa

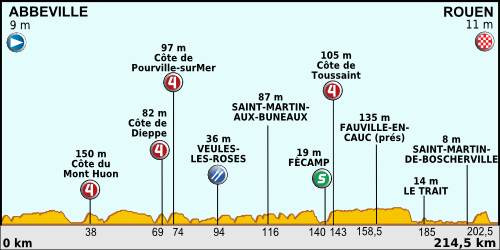
Profilo altimetrico della 4ª tappa

- 4 luglio: Abbeville > Rouen – 214,5 km

Risultati
| Pos. | Corridore           | Squadra       | Tempo    |
| ---- | ------------------- | ------------- | -------- |
| 1    | André Greipel       | Lotto-Belisol | 5h18'32" |
| 2    | Alessandro Petacchi | Lampre        | s.t.     |
| 3    | Tom Veelers         | Argos         | s.t.     |

| Pos. | Corridore         | Squadra        | Tempo     |
| ---- | ----------------- | -------------- | --------- |
| 1    | Fabian Cancellara | RadioShack     | 20h04'02" |
| 2    | Bradley Wiggins   | Sky Procycling | a 7"      |
| 3    | Sylvain Chavanel  | Omega Pharma   | s.t.      |

### 5ª tappa

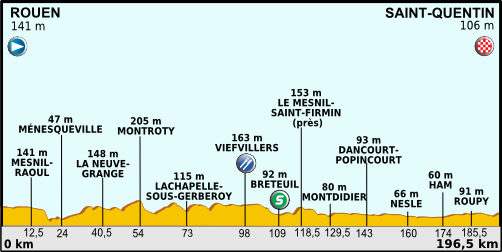
Profilo altimetrico della 5ª tappa

- 5 luglio: Rouen > San Quintino – 196,5 km

Risultati
| Pos. | Corridore       | Squadra       | Tempo    |
| ---- | --------------- | ------------- | -------- |
| 1    | André Greipel   | Lotto-Belisol | 4h41'30" |
| 2    | Matthew Goss    | GreenEDGE     | s.t.     |
| 3    | Juan José Haedo | Saxo Bank     | s.t.     |

| Pos. | Corridore         | Squadra        | Tempo     |
| ---- | ----------------- | -------------- | --------- |
| 1    | Fabian Cancellara | RadioShack     | 24h45'32" |
| 2    | Bradley Wiggins   | Sky Procycling | a 7"      |
| 3    | Sylvain Chavanel  | Omega Pharma   | s.t.      |

### 6ª tappa

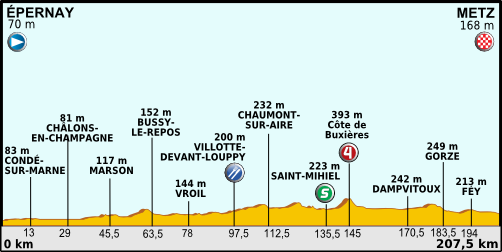
Profilo altimetrico della 6ª tappa

- 6 luglio: Épernay > Metz – 207,5 km

Risultati
| Pos. | Corridore     | Squadra       | Tempo    |
| ---- | ------------- | ------------- | -------- |
| 1    | Peter Sagan   | Liquigas      | 4h37'00" |
| 2    | André Greipel | Lotto-Belisol | s.t.     |
| 3    | Matthew Goss  | GreenEDGE     | s.t.     |

| Pos. | Corridore         | Squadra        | Tempo     |
| ---- | ----------------- | -------------- | --------- |
| 1    | Fabian Cancellara | RadioShack     | 29h22'36" |
| 2    | Bradley Wiggins   | Sky Procycling | a 7"      |
| 3    | Sylvain Chavanel  | Omega Pharma   | s.t.      |

### 7ª tappa

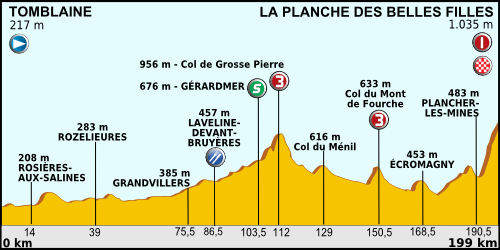
Profilo altimetrico della 7ª tappa

- 7 luglio: Tomblaine > Planche des Belles Filles – 199 km

Risultati
| Pos. | Corridore       | Squadra        | Tempo    |
| ---- | --------------- | -------------- | -------- |
| 1    | Chris Froome    | Sky Procycling | 4h58'35" |
| 2    | Cadel Evans     | BMC            | a 2"     |
| 3    | Bradley Wiggins | Sky Procycling | s.t.     |

| Pos. | Corridore       | Squadra        | Tempo     |
| ---- | --------------- | -------------- | --------- |
| 1    | Bradley Wiggins | Sky Procycling | 34h21'20" |
| 2    | Cadel Evans     | BMC            | a 10"     |
| 3    | Vincenzo Nibali | Liquigas       | a 16"     |

### 8ª tappa

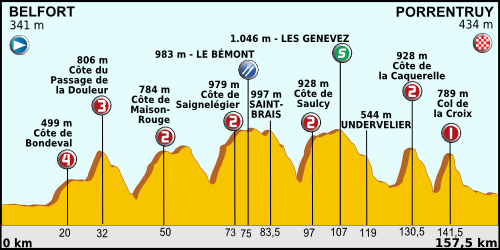
Profilo altimetrico dell'8ª tappa

- 8 luglio: Belfort > Porrentruy (Svizzera) – 157,5 km

Risultati
| Pos. | Corridore     | Squadra    | Tempo    |
| ---- | ------------- | ---------- | -------- |
| 1    | Thibaut Pinot | FDJ-BigMat | 3h56'10" |
| 2    | Cadel Evans   | BMC        | a 26"    |
| 3    | Tony Gallopin | RadioShack | s.t.     |

| Pos. | Corridore       | Squadra        | Tempo     |
| ---- | --------------- | -------------- | --------- |
| 1    | Bradley Wiggins | Sky Procycling | 38h17'56" |
| 2    | Cadel Evans     | BMC            | a 10"     |
| 3    | Vincenzo Nibali | Liquigas       | a 16"     |

### 9ª tappa

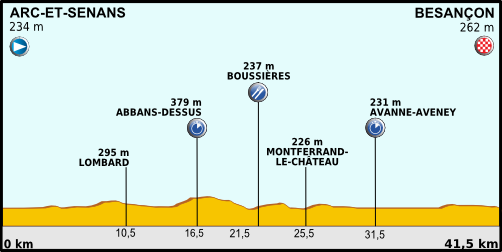
Profilo altimetrico della 9ª tappa

- 9 luglio: Arc-et-Senans > Besançon – Cronometro individuale – 41,5 km

Risultati
| Pos. | Corridore         | Squadra        | Tempo  |
| ---- | ----------------- | -------------- | ------ |
| 1    | Bradley Wiggins   | Sky Procycling | 51'24" |
| 2    | Chris Froome      | Sky Procycling | a 35"  |
| 3    | Fabian Cancellara | RadioShack     | a 57"  |

| Pos. | Corridore       | Squadra        | Tempo     |
| ---- | --------------- | -------------- | --------- |
| 1    | Bradley Wiggins | Sky Procycling | 39h09'20" |
| 2    | Cadel Evans     | BMC            | a 1'53"   |
| 3    | Chris Froome    | Sky Procycling | a 2'07"   |

### 10ª tappa

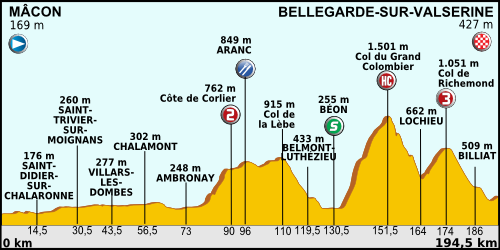
Profilo altimetrico della 10ª tappa

- 11 luglio: Mâcon > Bellegarde-sur-Valserine – 194,5 km

Risultati
| Pos. | Corridore        | Squadra    | Tempo    |
| ---- | ---------------- | ---------- | -------- |
| 1    | Thomas Voeckler  | Europcar   | 4h46'26" |
| 2    | Michele Scarponi | Lampre-ISD | a 3"     |
| 3    | Jens Voigt       | RadioShack | a 7"     |

| Pos. | Corridore       | Squadra        | Tempo     |
| ---- | --------------- | -------------- | --------- |
| 1    | Bradley Wiggins | Sky Procycling | 43h59'02" |
| 2    | Cadel Evans     | BMC            | a 1'53"   |
| 3    | Chris Froome    | Sky Procycling | a 2'07"   |

### 11ª tappa

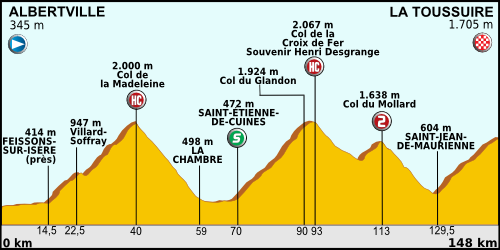
Profilo altimetrico dell'11ª tappa

- 12 luglio: Albertville > La Toussuire-Les Sybelles – 148 km

Risultati
| Pos. | Corridore      | Squadra        | Tempo    |
| ---- | -------------- | -------------- | -------- |
| 1    | Pierre Rolland | Europcar       | 4h43'54" |
| 2    | Thibaut Pinot  | FDJ-BigMat     | a 55"    |
| 3    | Chris Froome   | Sky Procycling | s.t.     |

| Pos. | Corridore       | Squadra        | Tempo     |
| ---- | --------------- | -------------- | --------- |
| 1    | Bradley Wiggins | Sky Procycling | 48h43'53" |
| 2    | Chris Froome    | Sky Procycling | a 2'05"   |
| 3    | Vincenzo Nibali | Liquigas       | a 2'23"   |

### 12ª tappa

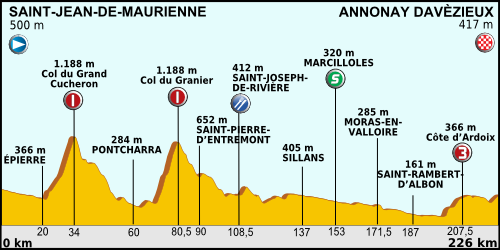
Profilo altimetrico della 12ª tappa

- 13 luglio: Saint-Jean-de-Maurienne > Annonay Davézieux – 226 km

Risultati
| Pos. | Corridore     | Squadra      | Tempo    |
| ---- | ------------- | ------------ | -------- |
| 1    | David Millar  | Garmin-Sharp | 5h42'46" |
| 2    | J.-C. Péraud  | AG2R La Mon. | s.t.     |
| 3    | Egoi Martínez | Euskaltel    | a 5"     |

| Pos. | Corridore       | Squadra        | Tempo     |
| ---- | --------------- | -------------- | --------- |
| 1    | Bradley Wiggins | Sky Procycling | 54h34'33" |
| 2    | Chris Froome    | Sky Procycling | a 2'05"   |
| 3    | Vincenzo Nibali | Liquigas       | a 2'23"   |

### 13ª tappa

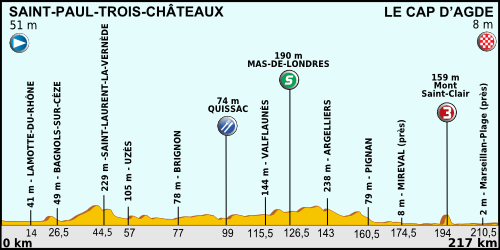
Profilo altimetrico della 13ª tappa

- 14 luglio: Saint-Paul-Trois-Châteaux > Le Cap d'Agde – 217 km

Risultati
| Pos. | Corridore            | Squadra        | Tempo    |
| ---- | -------------------- | -------------- | -------- |
| 1    | André Greipel        | Lotto-Belisol  | 4h57'59" |
| 2    | Peter Sagan          | Liquigas       | s.t.     |
| 3    | Edvald Boasson Hagen | Sky Procycling | s.t.     |

| Pos. | Corridore       | Squadra        | Tempo     |
| ---- | --------------- | -------------- | --------- |
| 1    | Bradley Wiggins | Sky Procycling | 59h32'32" |
| 2    | Chris Froome    | Sky Procycling | a 2'05"   |
| 3    | Vincenzo Nibali | Liquigas       | a 2'23"   |

### 14ª tappa

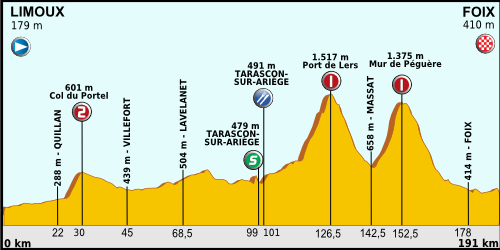
Profilo altimetrico della 14ª tappa

- 15 luglio: Limoux > Foix – 191 km

Risultati
| Pos. | Corridore         | Squadra    | Tempo    |
| ---- | ----------------- | ---------- | -------- |
| 1    | Luis León Sánchez | Rabobank   | 4h50'29" |
| 2    | Peter Sagan       | Liquigas   | a 47"    |
| 3    | Sandy Casar       | FDJ-BigMat | s.t.     |

| Pos. | Corridore       | Squadra        | Tempo     |
| ---- | --------------- | -------------- | --------- |
| 1    | Bradley Wiggins | Sky Procycling | 64h41'16" |
| 2    | Chris Froome    | Sky Procycling | a 2'05"   |
| 3    | Vincenzo Nibali | Liquigas       | a 2'23"   |

### 15ª tappa

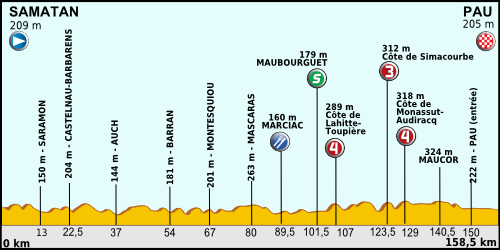
Profilo altimetrico della 15ª tappa

- 16 luglio: Samatan > Pau – 158,5 km

Risultati
| Pos. | Corridore             | Squadra      | Tempo    |
| ---- | --------------------- | ------------ | -------- |
| 1    | Pierrick Fédrigo      | FDJ-BigMat   | 3h40'15" |
| 2    | Christian Vande Velde | Garmin-Sharp | s.t.     |
| 3    | Thomas Voeckler       | Europcar     | a 12"    |

| Pos. | Corridore       | Squadra        | Tempo     |
| ---- | --------------- | -------------- | --------- |
| 1    | Bradley Wiggins | Sky Procycling | 68h33'21" |
| 2    | Chris Froome    | Sky Procycling | a 2'05"   |
| 3    | Vincenzo Nibali | Liquigas       | a 2'23"   |

### 16ª tappa

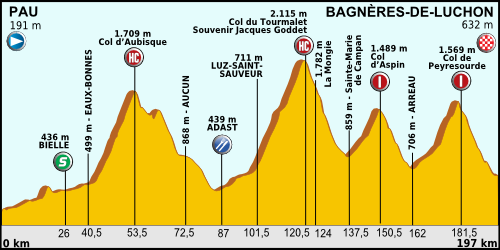
Profilo altimetrico della 16ª tappa

- 18 luglio: Pau > Bagnères-de-Luchon – 197 km

Risultati
| Pos. | Corridore            | Squadra   | Tempo    |
| ---- | -------------------- | --------- | -------- |
| 1    | Thomas Voeckler      | Europcar  | 5h35'02" |
| 2    | Chris Anker Sørensen | Saxo Bank | a 1'40"  |
| 3    | Gorka Izagirre       | Euskaltel | a 3'22"  |

| Pos. | Corridore       | Squadra        | Tempo     |
| ---- | --------------- | -------------- | --------- |
| 1    | Bradley Wiggins | Sky Procycling | 74h15'32" |
| 2    | Chris Froome    | Sky Procycling | a 2'05"   |
| 3    | Vincenzo Nibali | Liquigas       | a 2'23"   |

### 17ª tappa

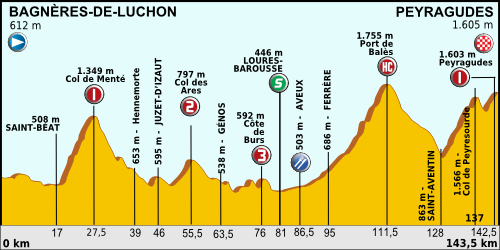
Profilo altimetrico della 17ª tappa

- 19 luglio: Bagnères-de-Luchon > Peyragudes – 143,5 km

Risultati
| Pos. | Corridore          | Squadra        | Tempo    |
| ---- | ------------------ | -------------- | -------- |
| 1    | Alejandro Valverde | Movistar       | 4h12'11" |
| 2    | Chris Froome       | Sky Procycling | a 19"    |
| 3    | Bradley Wiggins    | Sky Procycling | s.t.     |

| Pos. | Corridore       | Squadra        | Tempo     |
| ---- | --------------- | -------------- | --------- |
| 1    | Bradley Wiggins | Sky Procycling | 78h28'02" |
| 2    | Chris Froome    | Sky Procycling | a 2'05"   |
| 3    | Vincenzo Nibali | Liquigas       | a 2'41"   |

### 18ª tappa

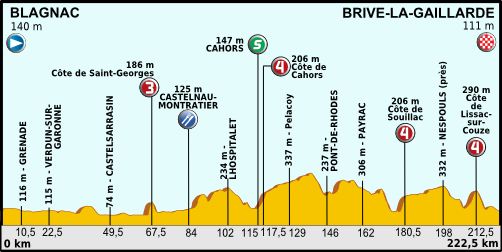
Profilo altimetrico della 18ª tappa

- 20 luglio: Blagnac > Brive-la-Gaillarde – 222,5 km

Risultati
| Pos. | Corridore      | Squadra        | Tempo    |
| ---- | -------------- | -------------- | -------- |
| 1    | Mark Cavendish | Sky Procycling | 4h54'12" |
| 2    | Matthew Goss   | GreenEDGE      | s.t.     |
| 3    | Peter Sagan    | Liquigas       | s.t.     |

| Pos. | Corridore       | Squadra        | Tempo     |
| ---- | --------------- | -------------- | --------- |
| 1    | Bradley Wiggins | Sky Procycling | 83h22'18" |
| 2    | Chris Froome    | Sky Procycling | a 2'05"   |
| 3    | Vincenzo Nibali | Liquigas       | a 2'41"   |

### 19ª tappa

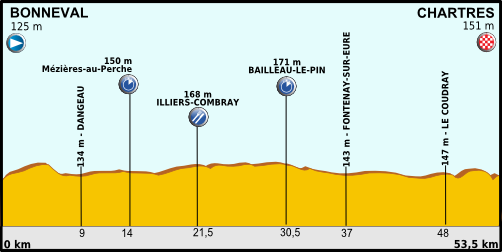
Profilo altimetrico della 19ª tappa

- 21 luglio: Bonneval > Chartres – Cronometro individuale – 53,5 km

Risultati
| Pos. | Corridore         | Squadra        | Tempo    |
| ---- | ----------------- | -------------- | -------- |
| 1    | Bradley Wiggins   | Sky Procycling | 1h04'13" |
| 2    | Chris Froome      | Sky Procycling | a 1'16"  |
| 3    | Luis León Sánchez | Rabobank       | a 1'50"  |

| Pos. | Corridore       | Squadra        | Tempo     |
| ---- | --------------- | -------------- | --------- |
| 1    | Bradley Wiggins | Sky Procycling | 84h26'31" |
| 2    | Chris Froome    | Sky Procycling | a 3'21"   |
| 3    | Vincenzo Nibali | Liquigas       | a 6'19"   |

### 20ª tappa

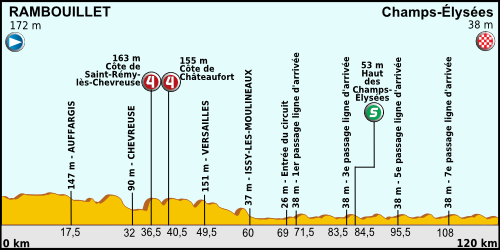
Profilo altimetrico della 20ª tappa

- 22 luglio: Rambouillet > Parigi (Champs-Élysées) – 120 km

Risultati
| Pos. | Corridore      | Squadra        | Tempo    |
| ---- | -------------- | -------------- | -------- |
| 1    | Mark Cavendish | Sky Procycling | 3h08'07" |
| 2    | Peter Sagan    | Liquigas       | s.t.     |
| 3    | Matthew Goss   | GreenEDGE      | s.t.     |

| Pos. | Corridore       | Squadra        | Tempo     |
| ---- | --------------- | -------------- | --------- |
| 1    | Bradley Wiggins | Sky Procycling | 87h34'47" |
| 2    | Chris Froome    | Sky Procycling | a 3'21"   |
| 3    | Vincenzo Nibali | Liquigas       | a 6'19"   |

## Evoluzione delle classifiche
| Tappa              | Vincitore          | Classifica generale Maglia gialla | Classifica a punti Maglia verde | Classifica scalatori Maglia a pois | Classifica giovani Maglia bianca | Classifica a squadre Numero giallo | Premio combattività Numero rosso |
| ------------------ | ------------------ | --------------------------------- | ------------------------------- | ---------------------------------- | -------------------------------- | ---------------------------------- | -------------------------------- |
| Prol.ª             | Fabian Cancellara) | Fabian Cancellara                 | Fabian Cancellara               | non assegnata                      | Tejay van Garderen               | Sky Procycling                     | non assegnato                    |
| 1ª                 | Peter Sagan        | Fabian Cancellara                 | Fabian Cancellara               | Michael Mørkøv                     | Tejay van Garderen               | Sky Procycling                     | Nicolas Edet                     |
| 2ª                 | Mark Cavendish     | Fabian Cancellara                 | Peter Sagan                     | Michael Mørkøv                     | Tejay van Garderen               | Sky Procycling                     | Anthony Roux                     |
| 3ª                 | Peter Sagan        | Fabian Cancellara                 | Peter Sagan                     | Michael Mørkøv                     | Tejay van Garderen               | Sky Procycling                     | Michael Mørkøv                   |
| 4ª                 | André Greipel      | Fabian Cancellara                 | Peter Sagan                     | Michael Mørkøv                     | Tejay van Garderen               | Sky Procycling                     | Yukiya Arashiro                  |
| 5ª                 | André Greipel      | Fabian Cancellara                 | Peter Sagan                     | Michael Mørkøv                     | Tejay van Garderen               | Sky Procycling                     | Matthieu Ladagnous               |
| 6ª                 | Peter Sagan        | Fabian Cancellara                 | Peter Sagan                     | Michael Mørkøv                     | Tejay van Garderen               | Sky Procycling                     | David Zabriskie                  |
| 7ª                 | Chris Froome       | Bradley Wiggins                   | Peter Sagan                     | Chris Froome                       | Rein Taaramäe                    | Sky Procycling                     | Luis León Sánchez                |
| 8ª                 | Thibaut Pinot      | Bradley Wiggins                   | Peter Sagan                     | Fredrik Kessiakoff                 | Rein Taaramäe                    | RadioShack-Nissan                  | Fredrik Kessiakoff               |
| 9ª                 | Bradley Wiggins    | Bradley Wiggins                   | Peter Sagan                     | Fredrik Kessiakoff                 | Tejay van Garderen               | RadioShack-Nissan                  | non assegnato                    |
| 10ª                | Thomas Voeckler    | Bradley Wiggins                   | Peter Sagan                     | Thomas Voeckler                    | Tejay van Garderen               | RadioShack-Nissan                  | Thomas Voeckler                  |
| 11ª                | Pierre Rolland     | Bradley Wiggins                   | Peter Sagan                     | Fredrik Kessiakoff                 | Tejay van Garderen               | RadioShack-Nissan                  | Pierre Rolland                   |
| 12ª                | David Millar       | Bradley Wiggins                   | Peter Sagan                     | Fredrik Kessiakoff                 | Tejay van Garderen               | RadioShack-Nissan                  | Robert Kišerlovski               |
| 13ª                | André Greipel      | Bradley Wiggins                   | Peter Sagan                     | Fredrik Kessiakoff                 | Tejay van Garderen               | RadioShack-Nissan                  | Michael Mørkøv                   |
| 14ª                | Luis León Sánchez  | Bradley Wiggins                   | Peter Sagan                     | Fredrik Kessiakoff                 | Tejay van Garderen               | RadioShack-Nissan                  | Peter Sagan                      |
| 15ª                | Pierrick Fédrigo   | Bradley Wiggins                   | Peter Sagan                     | Fredrik Kessiakoff                 | Tejay van Garderen               | RadioShack-Nissan                  | Nicki Sørensen                   |
| 16ª                | Thomas Voeckler    | Bradley Wiggins                   | Peter Sagan                     | Thomas Voeckler                    | Tejay van Garderen               | RadioShack-Nissan                  | Thomas Voeckler                  |
| 17ª                | Alejandro Valverde | Bradley Wiggins                   | Peter Sagan                     | Thomas Voeckler                    | Tejay van Garderen               | RadioShack-Nissan                  | Alejandro Valverde               |
| 18ª                | Mark Cavendish     | Bradley Wiggins                   | Peter Sagan                     | Thomas Voeckler                    | Tejay van Garderen               | RadioShack-Nissan                  | Aleksandr Vinokurov              |
| 19ª                | Bradley Wiggins    | Bradley Wiggins                   | Peter Sagan                     | Thomas Voeckler                    | Tejay van Garderen               | RadioShack-Nissan                  | non assegnato                    |
| 20ª                | Mark Cavendish     | Bradley Wiggins                   | Peter Sagan                     | Thomas Voeckler                    | Tejay van Garderen               | RadioShack-Nissan                  | non assegnato                    |
| Classifiche finali | Classifiche finali | Bradley Wiggins                   | Peter Sagan                     | Thomas Voeckler                    | Tejay van Garderen               | RadioShack-Nissan                  | Chris Anker Sørensen             |

## Classifiche finali

### Classifica generale - Maglia gialla
| Pos. | Corridore          | Squadra        | Tempo     |
| ---- | ------------------ | -------------- | --------- |
| 1    | Bradley Wiggins    | Sky Procycling | 87h34'47" |
| 2    | Chris Froome       | Sky Procycling | a 3'21"   |
| 3    | Vincenzo Nibali    | Liquigas       | a 6'19"   |
| 4    | J. Van Den Broeck  | Lotto-Belisol  | a 10'15"  |
| 5    | Tejay van Garderen | BMC            | a 11'04"  |
| 6    | Haimar Zubeldia    | RadioShack     | a 15'41"  |
| 7    | Cadel Evans        | BMC            | a 15'49"  |
| 8    | Pierre Rolland     | Europcar       | a 16'26"  |
| 9    | Janez Brajkovič    | Astana         | a 16'33"  |
| 10   | Thibaut Pinot      | FDJ-BigMat     | a 17'17"  |

### Classifica a punti - Maglia verde
| Pos. | Corridore            | Squadra        | Punti |
| ---- | -------------------- | -------------- | ----- |
| 1    | Peter Sagan          | Liquigas       | 421   |
| 2    | André Greipel        | Lotto-Belisol  | 280   |
| 3    | Matthew Goss         | GreenEDGE      | 268   |
| 4    | Mark Cavendish       | Sky Procycling | 220   |
| 5    | Edvald Boasson Hagen | Sky Procycling | 160   |

### Classifica scalatori - Maglia a pois
| Pos. | Corridore            | Squadra   | Punti |
| ---- | -------------------- | --------- | ----- |
| 1    | Thomas Voeckler      | Europcar  | 134   |
| 2    | Fredrik Kessiakoff   | Astana    | 123   |
| 3    | Chris Anker Sørensen | Saxo Bank | 77    |
| 4    | Pierre Rolland       | Europcar  | 63    |
| 5    | Alejandro Valverde   | Movistar  | 51    |

### Classifica giovani - Maglia bianca
| Pos. | Corridore          | Squadra    | Tempo      |
| ---- | ------------------ | ---------- | ---------- |
| 1    | Tejay van Garderen | BMC        | 87h45'51"  |
| 2    | Thibaut Pinot      | FDJ-BigMat | a 6'13"    |
| 3    | Steven Kruijswijk  | Rabobank   | a 1h05'48" |
| 4    | Rein Taaramäe      | Cofidis    | a 1h16'48" |
| 5    | Gorka Izagirre     | Euskaltel  | a 1h21'15" |

### Classifica a squadre
| Pos. | Squadra             | Tempo      |
| ---- | ------------------- | ---------- |
| 1    | RadioShack-Nissan   | 263h12'14" |
| 2    | Sky Procycling      | a 5'46"    |
| 3    | BMC Racing Team     | a 36'29"   |
| 4    | Astana Pro Team     | a 43'22"   |
| 5    | Liquigas-Cannondale | a 1h04'55" |